# Technicien en identification criminelle
En France, les officiers ou sous-officiers de la Gendarmerie nationale formés comme Technicien en Identification Criminelle (TIC) (mentionnés à l'article D7 du CPP) interviennent sur les scènes de crime pour effectuer les actes de police technique et scientifique. Deuxième échelon dans l’articulation de la police technique et scientifique (PTS) au sein de la gendarmerie (entre le TICP et le CoCrim), leur mission est principalement d'organiser les constatations sur les lieux d’un crime ou d’un délit, de rechercher les preuves matérielles au travers d’opérations techniques et scientifiques, de prélever les indices et de les exploiter. Ils ont également un rôle de conseil auprès des magistrats et directeurs d'enquêtes et peuvent être amenés à témoigner en justice (notamment au cours d'un procès d'assises).
Ils ont généralement la qualification d'officier de police judiciaire (indépendamment du grade détenu) mais ils peuvent être plus rarement agent de police judiciaire (depuis 2012 la qualification d'OPJ est requise pour pouvoir postuler à un tel poste).

## Formation
Les stagiaires reçoivent une formation de neuf semaines : six semaines au Centre national de formation à la police judiciaire (CNFPJ) de Rosny-sous-Bois et trois semaines à l'Institut de recherche criminelle de la Gendarmerie nationale (IRCGN) de Pontoise. Détenteurs de la formation, ils sont ensuite affectés au sein d'une cellule d'identification criminelle (CIC) près la Brigade départementale de renseignements et d'investigations judiciaires (BDRIJ). Leur formation se poursuit ensuite en continu. Ils peuvent être ainsi aptes à révéler les traces de sang effacées au moyen du Bluestar (produit qui prend le relais du Luminol utilisé aux États-Unis, lequel détruit l'ADN présent dans les traces), à rehausser les traces papillaires invisibles au moyen de procédés chimiques, physico-chimiques et optiques, à dresser des portraits-robots, à reconstituer des numéros de série altérés sur des véhicules, etc.
L'exploitation des objets et indices saisis se fait systématiquement sur le plateau technique (laboratoire), dans le respect de la norme ISO/CEI 17025 lequel a préalablement reçu l'accréditation par le Comité français d'accréditation.
Il existe aussi des T.I.S : Techniciens en identification criminelle subaquatique. Il s'agit de plongeurs autonomes qualifiés pour effectuer des constatations et prélèvements en milieu subaquatique.